# Xã Bigelow, Quận Marshall, Kansas
Xã Bigelow (tiếng Anh: Bigelow Township) là một xã thuộc quận Marshall, tiểu bang Kansas, Hoa Kỳ. Năm 2010, dân số của xã này là 37 người.